# 4644 Oumu
4644 Oumu је астероид главног астероидног појаса са средњом удаљеношћу од Сунца која износи 2,606 астрономских јединица (АЈ).
Апсолутна магнитуда астероида је 12,1.